# Amaurobius tamalpais
Amaurobius tamalpais là một loài nhện trong họ Amaurobiidae.
Loài này thuộc chi Amaurobius. Amaurobius tamalpais được miêu tả năm 1972 bởi Leech.